# Scheibengipfel

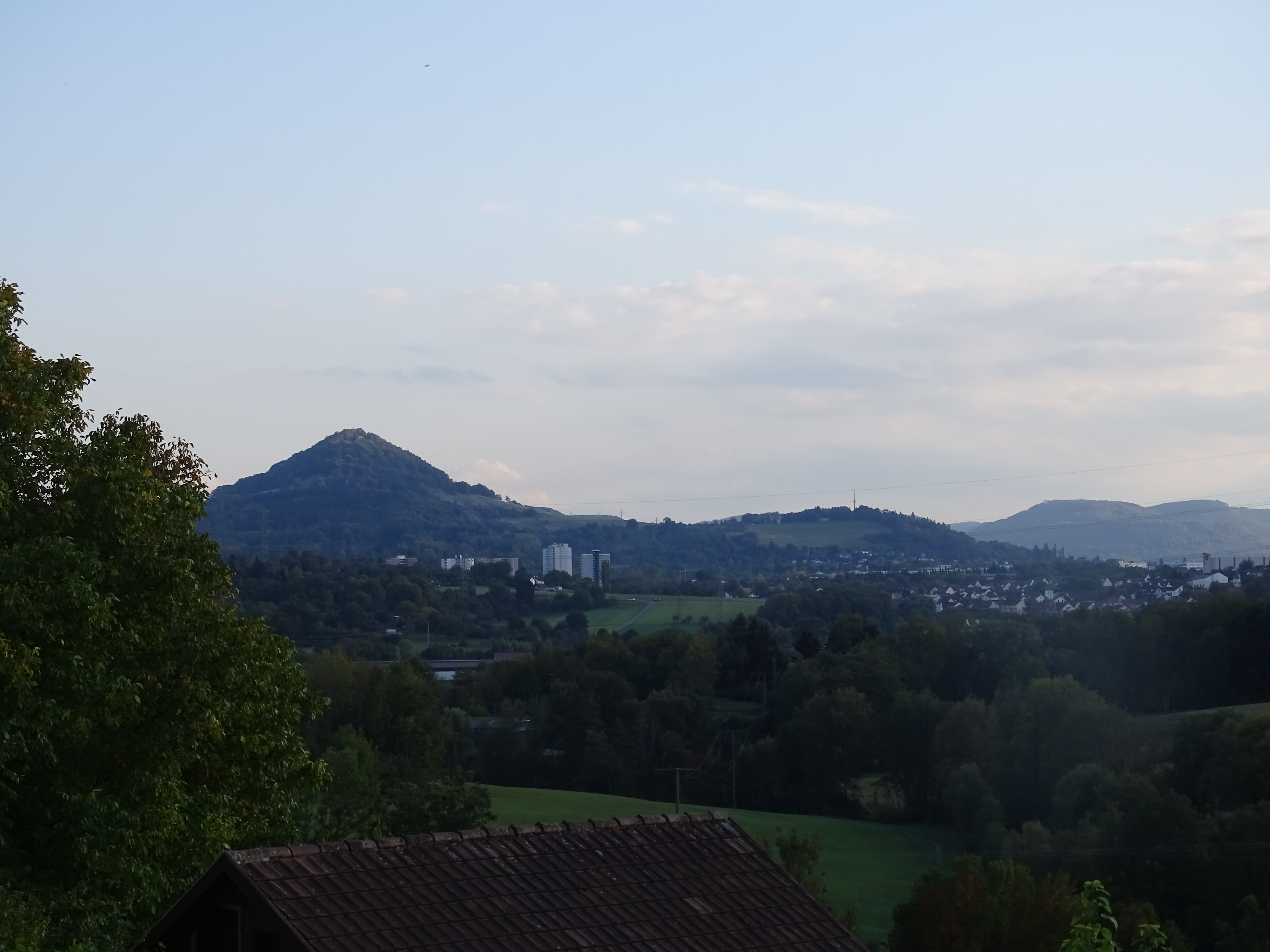
Die kegelförmige Achalm links und der flache Scheibengipfel in der Mitte

Der Scheibengipfel (534 m ü. NN) ist eine Erhebung unmittelbar östlich von Reutlingen in Baden-Württemberg. Er ist dem Reutlinger Hausberg Achalm vorgelagert.
Auf dem Scheibengipfel befinden sich ein Wasserbehälter der Bodensee-Wasserversorgung und zwei Sendemasten (u. a. der Sender Reutlingen) für Hörfunk (Neckaralb Live, 104,8 MHz; Antenne 1, 103,1 MHz; Dasding, 97,7 MHz) und Mobilfunk, dazu ein Wanderparkplatz für Besucher der Achalm. Den Hügel unterquert die Bundesstraße 312 im 1,9 Kilometer langen Scheibengipfeltunnel, der am 27. Oktober 2017 eröffnet wurde.
Am Scheibengipfel wird an der Sommerhalde Wein geerntet. Rund um den Scheibengipfel befindet sich ein Villenviertel in Spitzenlage mit alten und schön gepflanzten Gärten.